# Björkhagen
Björkhagen est un quartier du district de Skarpnäck à Stockholm en Suède.

## Description
Björkhagen est un quartier de Söderort.
Il est limitrophe des quartiers de Kärrtorp, Hammarbyhöjden, Södra Hammarbyhamnen et la réserve naturelle de Nacka (sv) dans la commune de Stockholm, ainsi que la zone résidentielle de Sickla Strand et la réserve naturelle de Nacka (sv) dans la commune de Nacka.

## Bâtiments
Les maisons de Björkhagen ont été principalement construites entre 1948 et 1952.
Au début, la plupart des constructions étaient de petits immeubles avec des appartements d'une ou deux chambres, et les quelques copropriétés étaient des appartements plus grands. 
La plupart des maisons de Björkhagen ont été construites comme des maisons multifamiliales.
Le centre de Björkhagen à Björkhagsplan a été inauguré le 1er octobre 1959. 
Hammarbyhöjden, et est destiné à satisfaire uniquement les besoins les plus élémentaires des résidents.
Le bureau administratif du district de Skarpnäck est situé à Björkhagen (Björkhagsplan 6).
La bibliothèque de Hammarbyhöjden a également été transférée à Björkhagen.
Mais auparavant, les services étaient plus nombreux dans le centre de Björkhagen. 
Il y avait entre autres une banque, une pharmacie, un fleuriste et une quincaillerie. 
Cependant, ceux-ci ont été abandonnés. 
Dans l'ancien bureau de poste se trouve aujourd'hui un salon de coiffure.

## Transports
La station de métro Björkhagen est une station surélevée desservie par la ligne T17 du métro de Stockholm.
Le Sörmlandsleden (sv) commence à Björkhagen, c'est un réseau de sentiers de randonnée en forme d'anneau qui comprend environ 1 000 km de sentiers entretenus dans le Södermanland.

## Galerie

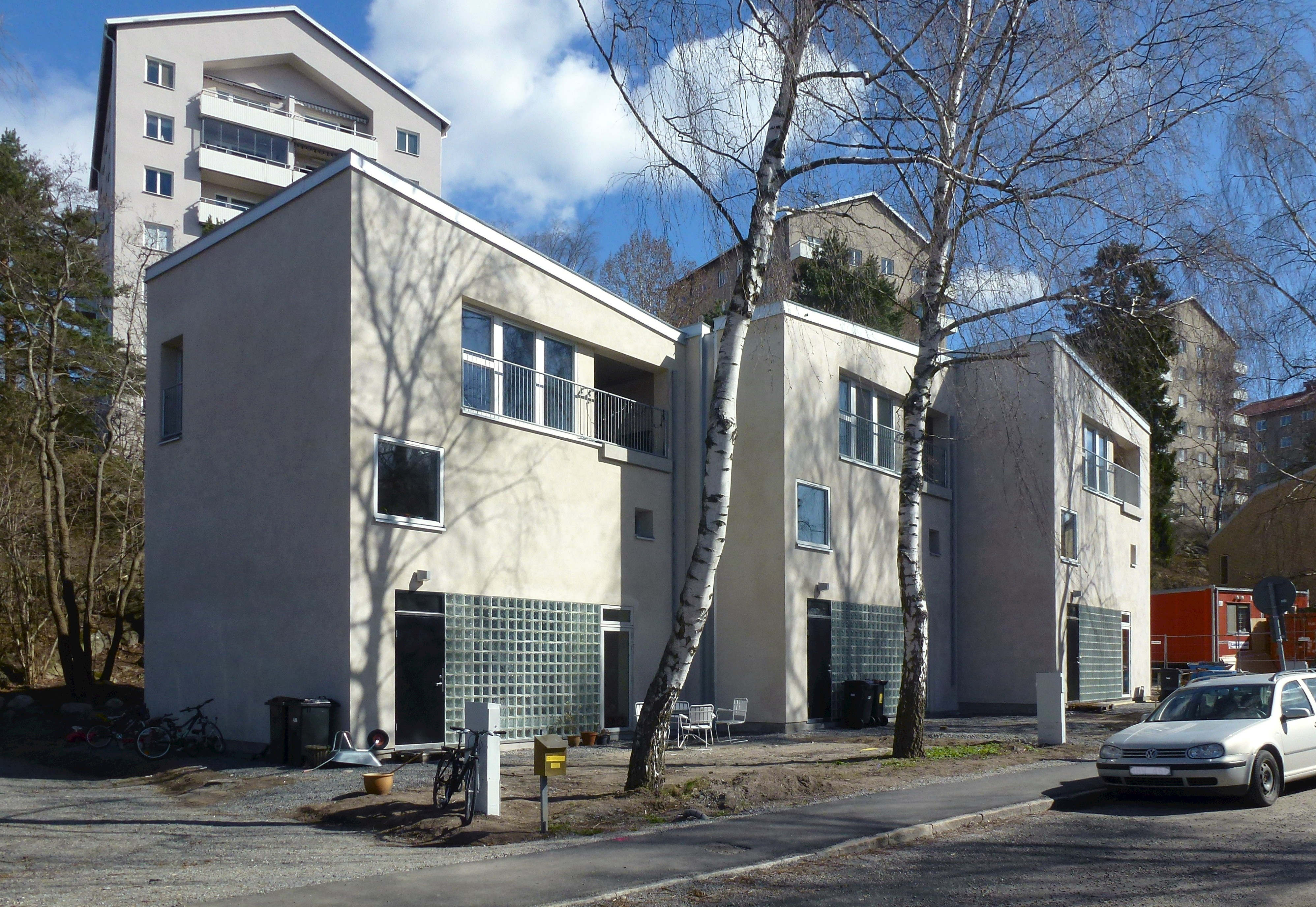
Halmstadsvägen, 2015.
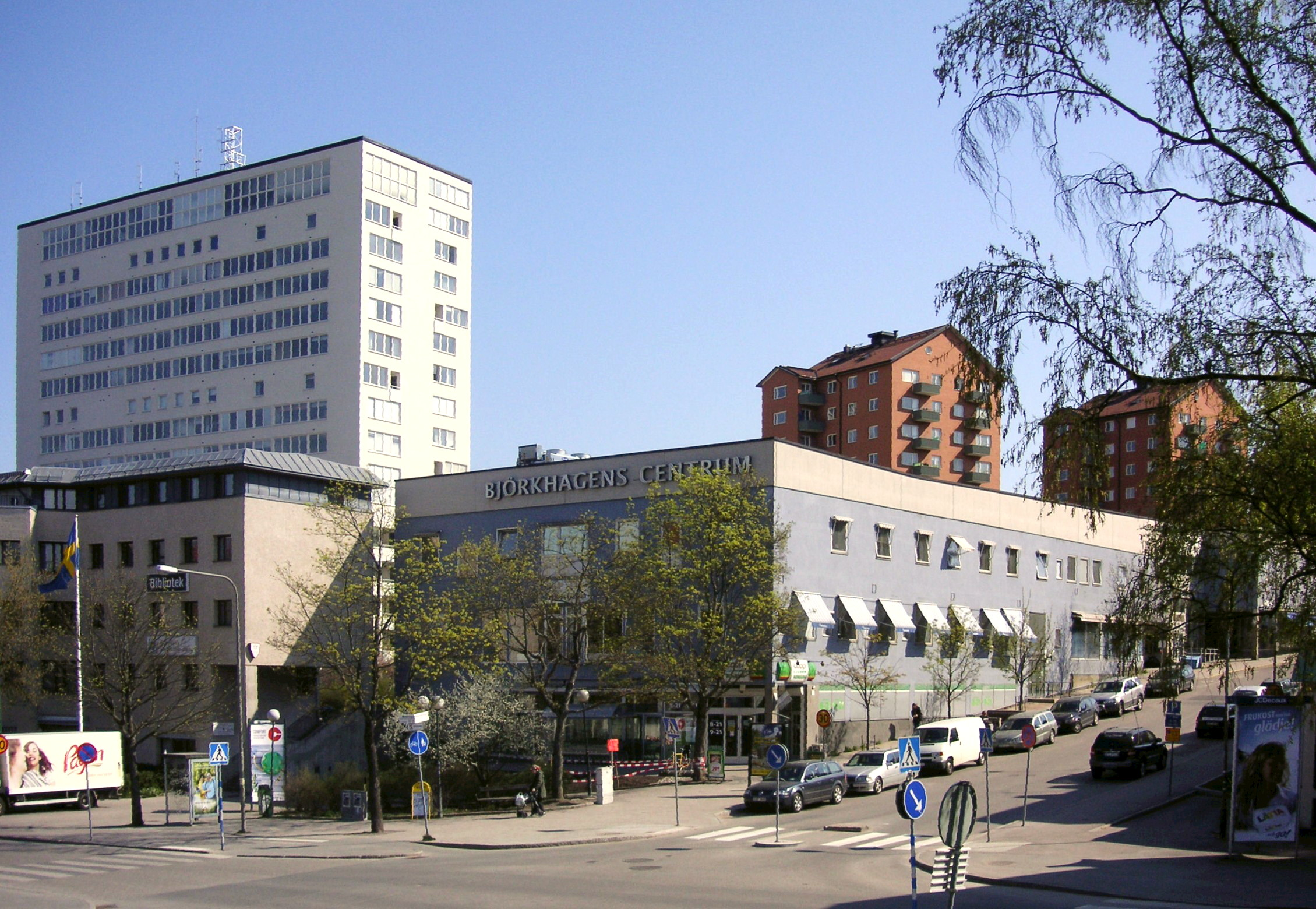
Bjorkhagen en 2008.
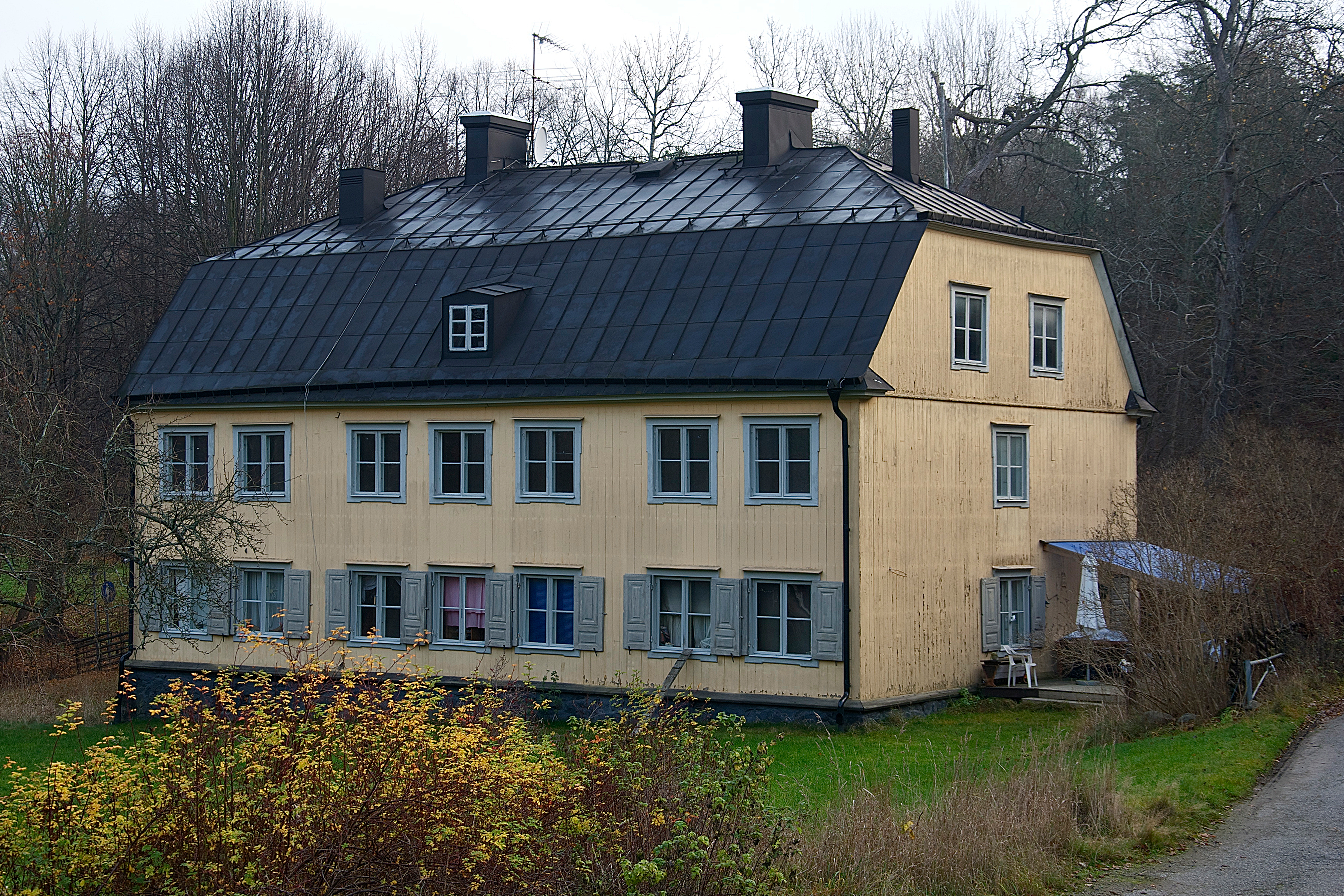
Lilla Sickla, 2011.
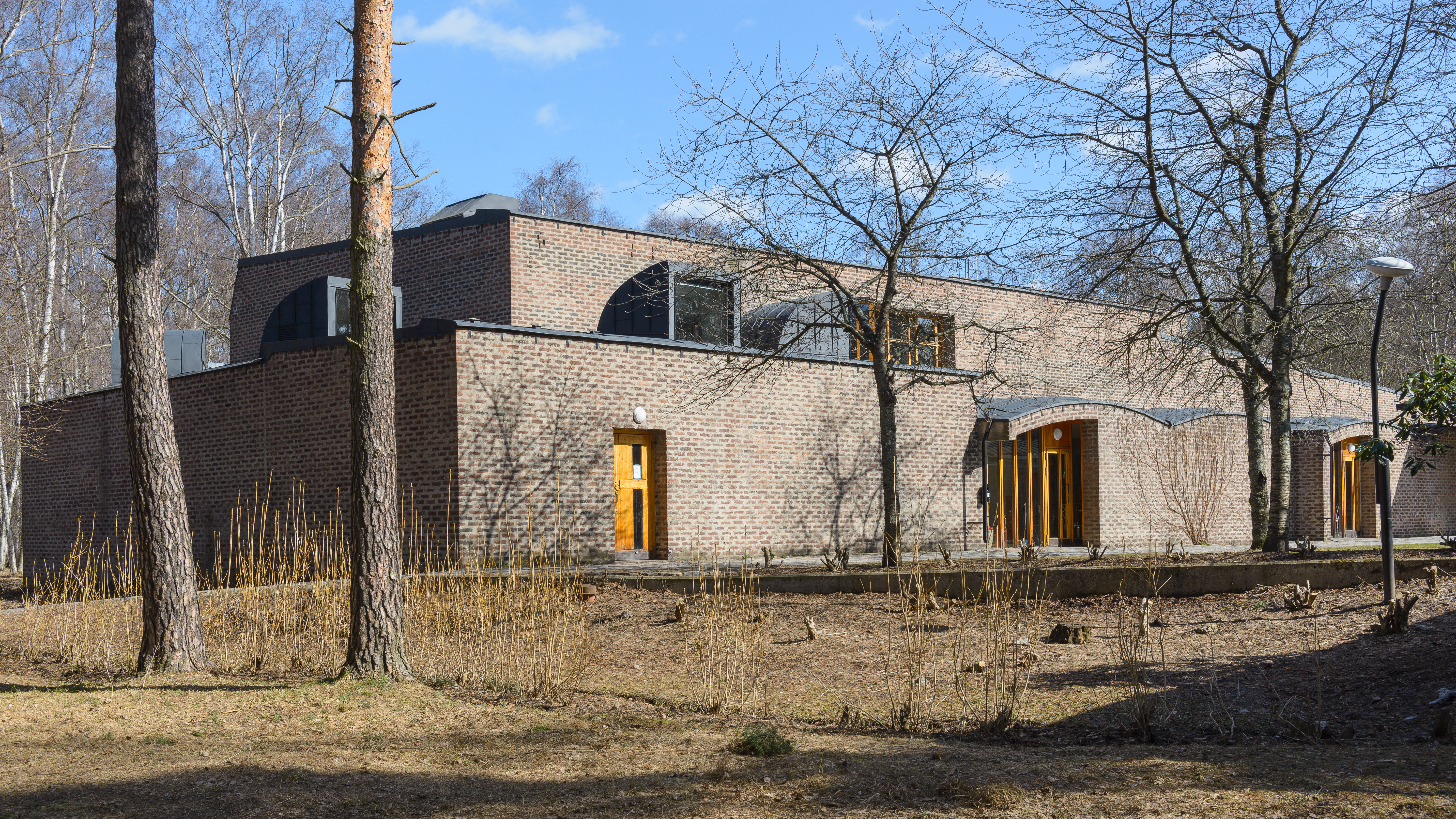
Église Markuskyrkan.

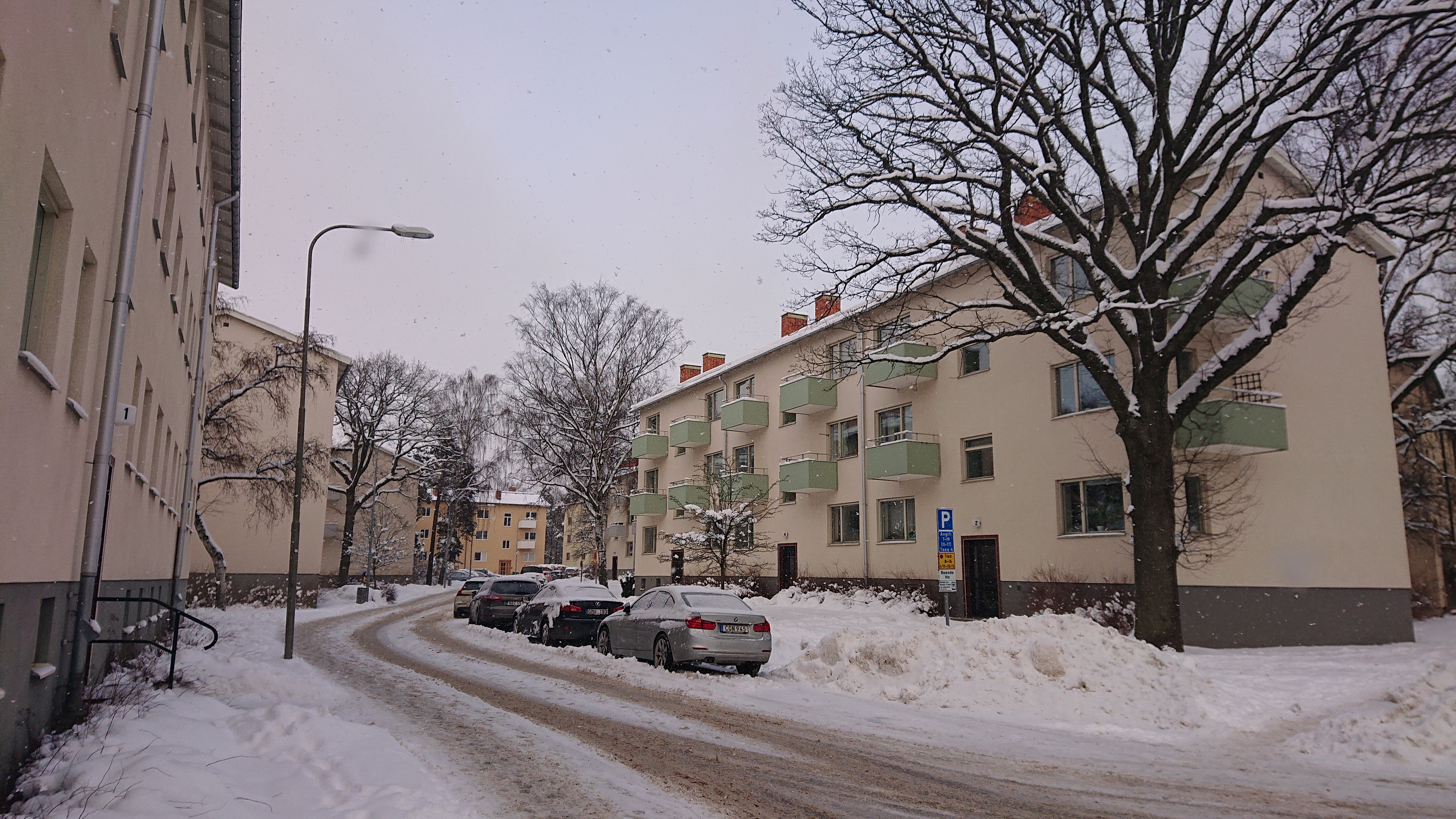
Mariestadsvägen, 2021.
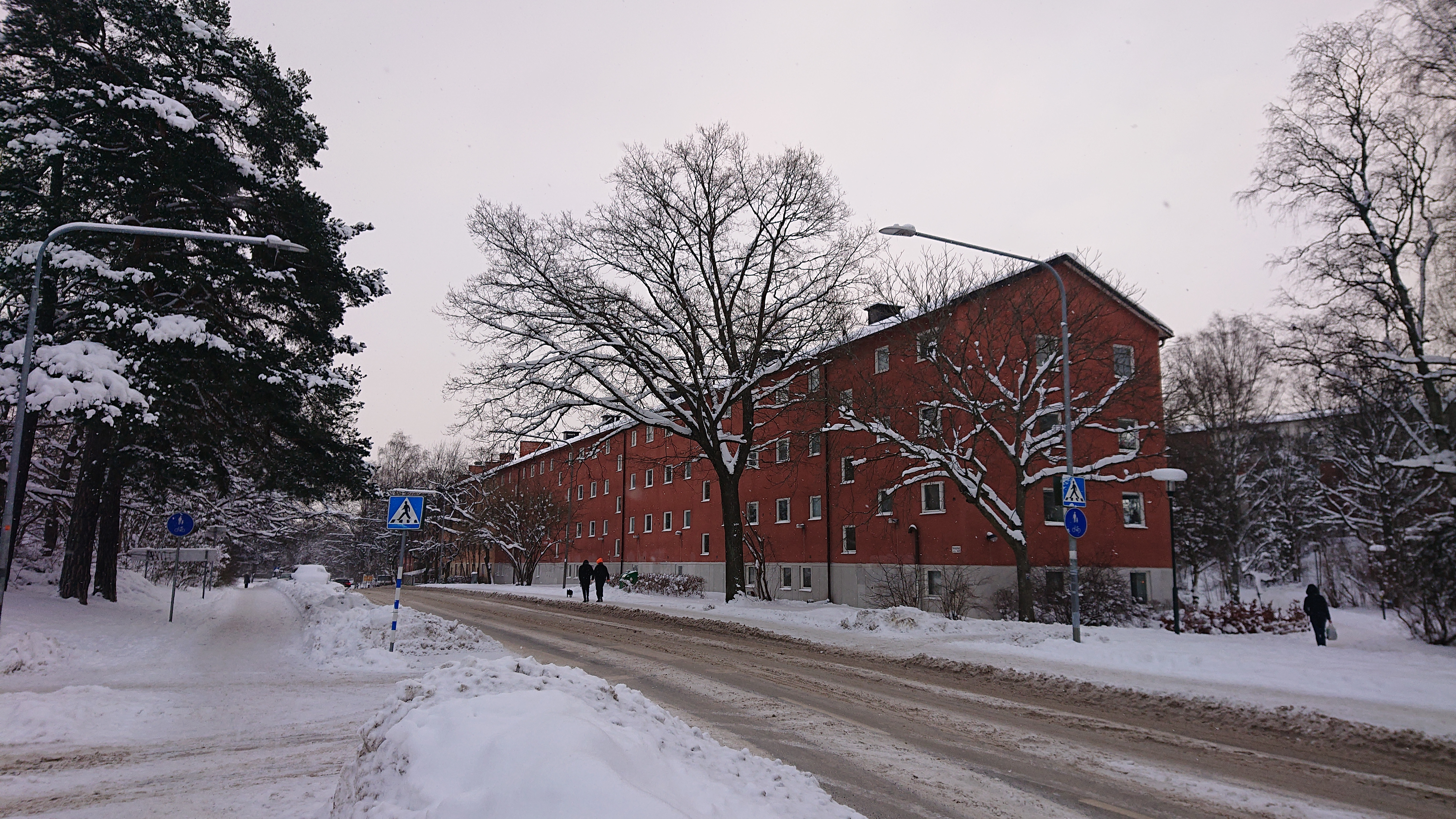
Malmövägen, 2021.
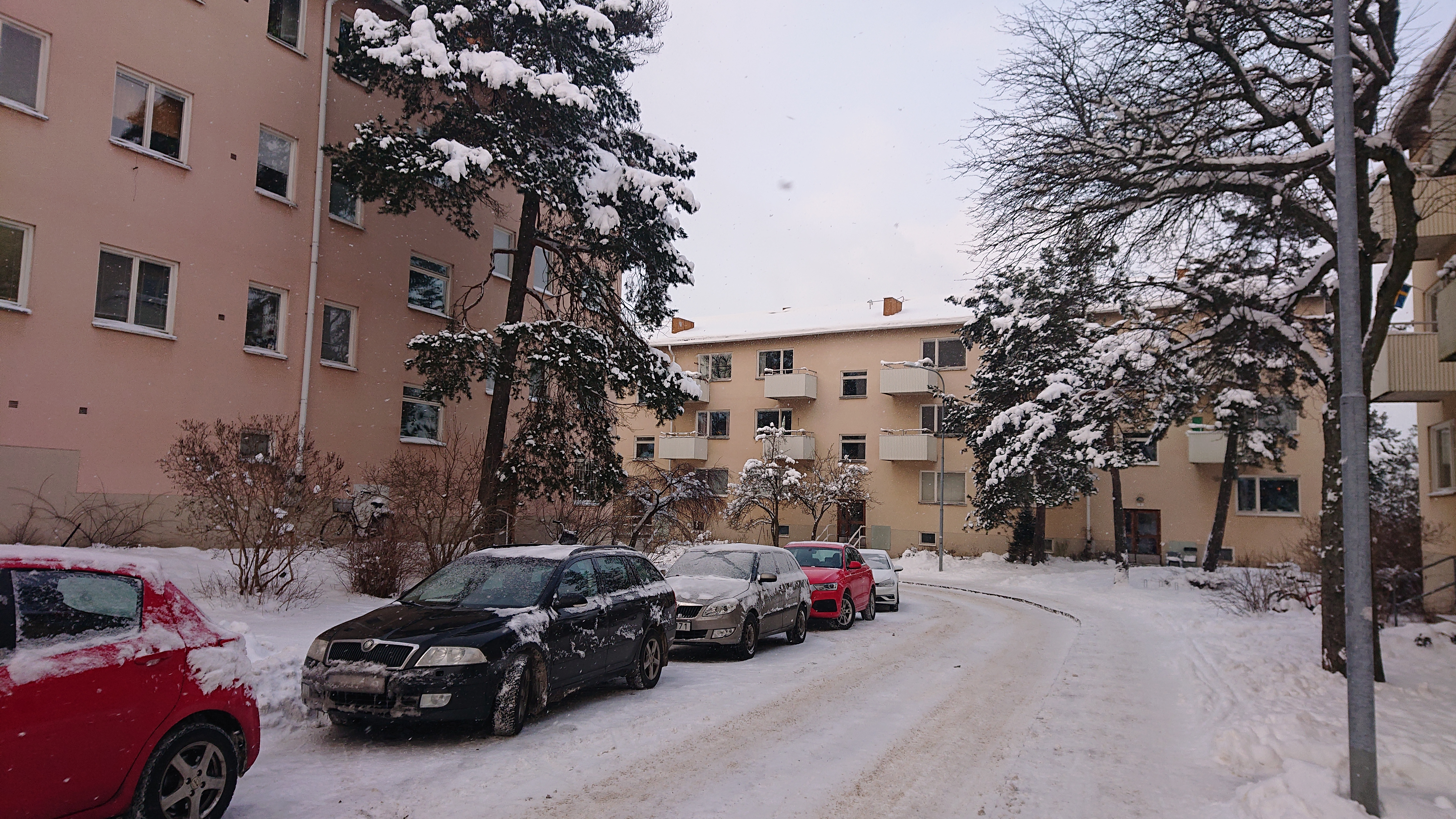
Karlsborgsvägen, 2021.
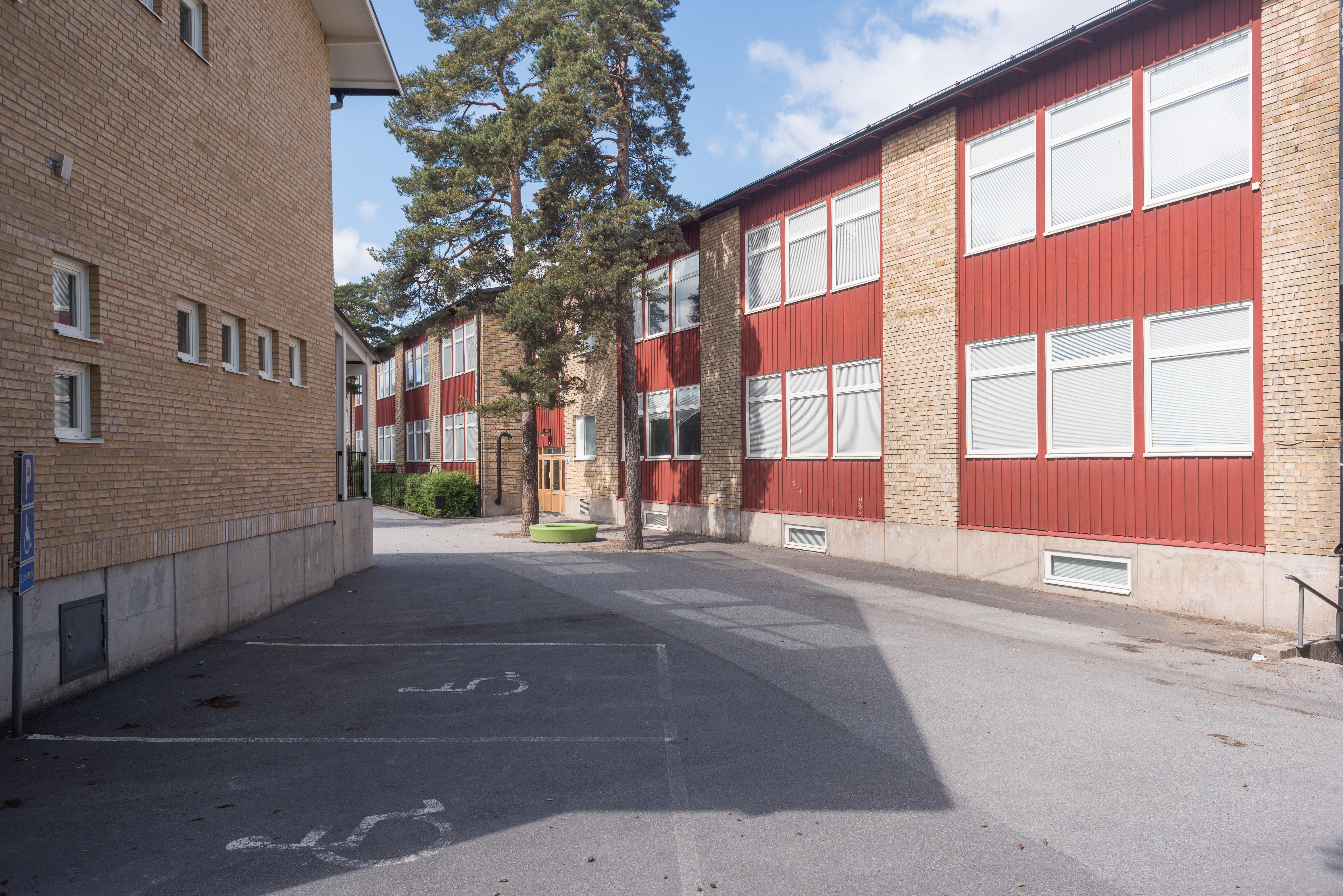
École de Björkhagen.